# Antica diocesi di Exeter

Mappa delle diocesi anglosassoni nel X secolo.

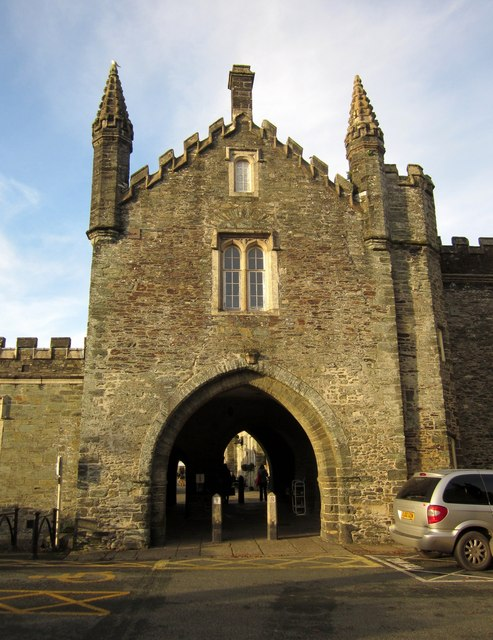
Resti dell'abbazia di Tavistock, nel Devon, fondata nel 961, una delle abbazia più ricche dell'Inghilterra occidentale.

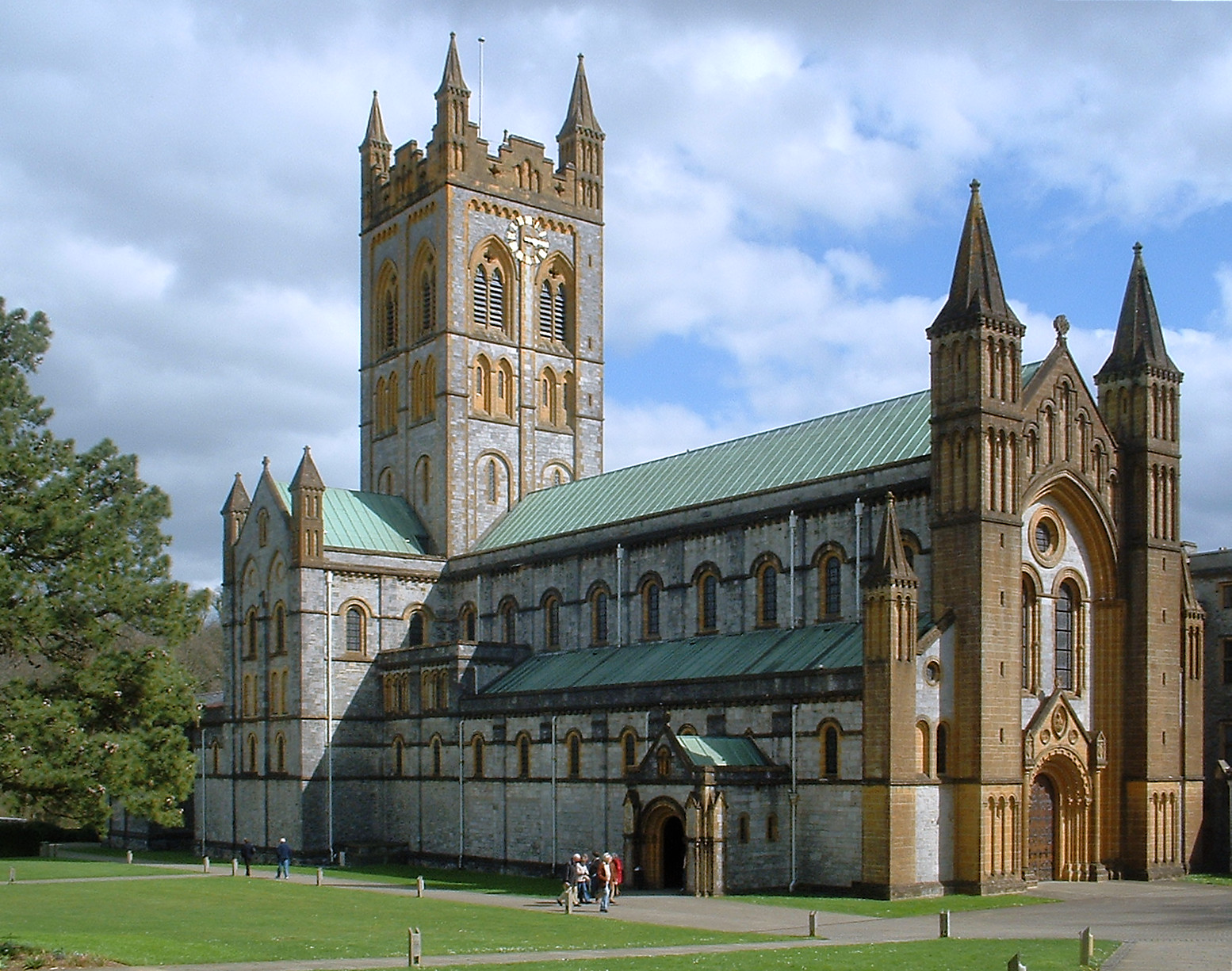
La chiesa abbaziale di Buckfast, presso Buckfastleigh, Devon.

La diocesi di Exeter (in latino Dioecesis Exoniensis) è una sede soppressa della Chiesa cattolica, poi divenuta una sede della Chiesa anglicana.

## Territorio
La diocesi comprendeva la Cornovaglia ed il Devon nell'estremo sud-ovest dell'Inghilterra.
Sede vescovile era la città di Exeter, dove fungeva da cattedrale la chiesa di San Pietro.
La diocesi era suddivisa in quattro arcidiaconati: Exeter, Cornovaglia, Totnes e Barnstaple.

## Storia
La storia del cristianesimo nel sud-ovest dell'Inghilterra è ancora avvolta nell'oscurità. Agli inizi del X secolo questa regione fu suddivisa in due diocesi, separandone il territorio dalla diocesi di Sherborne: la diocesi di Devon con sede dapprima a Tawton e poi a Crediton; e la diocesi di Cornovaglia con sede a St Germans.
Attorno al 1040, alla morte dell'ultimo vescovo di Cornovaglia, Burwold, la sede fu unita con Devon. Attorno al 1050 il vescovo di Devon e Cornovaglia, Leofric, con l'approvazione di papa Leone IX e del re Edoardo il Confessore trasferì la sede episcopale da Crediton a Exeter, città che offriva maggiori garanzie di protezione. Alla presenza del re, Leofric fu solennemente intronizzato nella sua nuova cattedrale, la chiesa di San Pietro, già chiesa monastica.
Nella seconda metà dell'XI secolo, la regione passò sotto il controllo dei Normanni che dotarono la diocesi e le sue chiese di molti beni e ricchezze, sì da fare della diocesi di Exeter una delle più ricche dell'Inghilterra.
Nel 1112 il vescovo William Warelwast iniziò la costruzione della cattedrale, in sostituzione della precedente. I lavori durarono diverso tempo. Benché non ancora ultimata, fu consacrata da Warelwast nel 1133, ma venne ultimata solo durante l'episcopato di John Grandisson nel XIV secolo.
Con il trasferimento dei canonici nella nuova cattedrale, cadde in disuso la regola di san Crodegango, imposta da Leofric ai suoi canonici, che li obbligava, tra le altre cose, al pasto e al dormitorio in comune. Fu il vescovo William Brewer (1224-1244) ad istituire l’ufficio di decano e di cancelliere del capitolo dei canonici, e a costruire la nuova sala capitolare.
Nella seconda metà del XIII secolo si distinse in modo particolare Walter Branscombe, vescovo per 22 anni dal 1258 al 1280, rinomato per la sua bontà e carità: mise fine ad abusi e soprusi nella sua diocesi, scomunicando i colpevoli; visitò in più occasioni le sue chiese, si preoccupò in particolare della disciplina del clero e dei laici, fondò un collegio di canonici a Glasney, aggiornò gli statuti del capitolo della cattedrale.
Il suo successore, Peter de Quivel, nel 1287 celebrò un sinodo diocesano, durante il quale fu compilato un direttorio per la formazione dei candidati al sacerdozio e per regolamentare la loro condotta. Lo stesso Quivel si impegnò a fondo per continuare i lavori di costruzione della cattedrale.
Nel 1291, secondo il documento noto come Taxatio Nicholai pape IV, la diocesi comprendeva 567 parrocchie, 397 nel Devon e 170 in Cornovaglia, ripartite in 36 decanati rurali.
Essendo spesso assenti dalla diocesi, i vescovi affidavano il governo pastorale ai vicari generali, e, per le consacrazioni sacerdotali o per l'amministrazione della cresima, si affidavano a vescovi in partibus, oppure a vescovi irlandesi in fuga dalla loro isola, o ad altri vescovi inglesi.
Nel XIV secolo si svolse l'episcopato più lungo nella storia della diocesi, quello di John Grandisson, che fu vescovo per 42 anni, dal 1327 al 1369, e che in precedenza fu nunzio apostolico. A differenza di molti vescovi suoi contemporanei, e dei suoi predecessori sulla cattedra di Exeter, non lasciò mai la diocesi per il servizio a corte, e questo tornò a beneficio della sua diocesi. Fu lui a consacrare l'altare maggiore della cattedrale, il 18 dicembre 1328.
La riforma protestante cominciò a diffondersi nella diocesi durante l'episcopato di John Vesey (1519-1554), e come altrove nel regno furono prese misure per limitare la propaganda luterana. Vesey fu costretto a dimettersi nel 1551 e gli succedette il vescovo anglicano Myles Coverdale; viene restaurato sulla sede di Exeter il 28 settembre 1553.
L'ultimo vescovo di Exeter in comunione con la Santa Sede, James Turberville, fu deposto dalla regina Elisabetta nel 1559 e morì nello stesso anno, il 1º novembre.

## Cronotassi dei vescovi

### Vescovi di Devon
- Eadwulf † (circa 909 - 934 deceduto)
- Aethelgar † (934 - 952 o 953 deceduto)
- Aelfwold I † (953 - 13 febbraio 972 deceduto)
- Sideman † (973 - 30 aprile o 1/2 maggio 977 deceduto)
- Aelfric † (977/979 - 986/987 deceduto)
- Aelfwold II † (986/987 - ?)
- Aelfwold III † (? - 1011/1015 deceduto)
- Eadnoth † (1011/1015 - 1019/1027 deceduto)
- Lyfing † (1027 - 20, 23 o 25 marzo 1046 deceduto)[14]

### Vescovi di Exeter
- Leofric † (19 aprile 1046 consacrato - 10 febbraio 1072 deceduto)
- Osbern † (aprile 1072 consacrato - 1103 deceduto)
- William Warelwast † (11 agosto 1107 consacrato - circa settembre 1137 dimesso)
- Robert Chichester † (18 dicembre 1138 consacrato - 28 marzo 1155 deceduto)
- Robert Warelwast † (5 giugno 1155 - 22 marzo 1160 deceduto)
- Bartholomew † (dopo il 18 aprile 1161 consacrato - 15 dicembre 1184 deceduto)
- John Fitzluke † (6 ottobre 1185 consacrato - 1º giugno 1191 deceduto)
  - Sede vacante (1191-1194)
- Henry Marshal † (10 febbraio 1194 - 1º novembre 1206 deceduto)
  - Sede vacante (1206-1214)
- Simon of Apulia † (5 ottobre 1214 consacrato - 9 settembre 1223 deceduto)
- William Brewer † (14 aprile 1224 consacrato - 24 ottobre 1244 deceduto)
- Richard Blund † (22 ottobre 1245 consacrato - 26 dicembre 1257 deceduto)
- Walter Branscombe † (10 marzo 1258 consacrato - 22 luglio 1280 deceduto)
- Peter de Quivel † (10 novembre 1280 consacrato - 4 ottobre 1291 deceduto)
- Thomas Bitton † (1º aprile 1292 - 26 settembre 1307 deceduto)
- Walter Stapledon † (13 ottobre 1308 - 15 ottobre 1326 deceduto)
- James Berkeley † (10 marzo 1327 - 24 giugno 1327 deceduto)
- John Grandisson † (19 ottobre 1327 - 16 luglio 1369 deceduto)
- Thomas de Brantingham † (4 marzo 1370 - 23 dicembre 1394 deceduto)
- Edmund Stafford † (23 gennaio 1395 - prima del 3 settembre 1419 deceduto)
- John Catterick † (20 novembre 1419 - 28 dicembre 1419 deceduto)
- Edmund Lacey † (3 luglio 1420 - 18 ottobre 1455 deceduto)
  - Thomas Hales † (20 ottobre 1455 - 1456 dimesso) (vescovo eletto)
- George Neville † (4 febbraio 1456 - 15 marzo 1465 nominato arcivescovo di York)
- John Booth † (15 marzo 1465 - 5 aprile 1478 deceduto)
- Peter Courtenay † (9 settembre 1478 - 29 gennaio 1487 nominato vescovo di Winchester)
- Richard Foxe † (29 gennaio 1487 - 8 febbraio 1492 nominato vescovo di Bath e Wells)
- Oliver King † (1º ottobre 1492 - 6 novembre 1495 nominato vescovo di Bath e Wells)
- Richard Redman † (6 novembre 1495 - 26 maggio 1501 nominato vescovo di Ely)
- John Arundel † (8 aprile 1502 - 15 marzo 1504 deceduto)
- Hugh Oldham † (27 novembre 1504 - 25 giugno 1519 deceduto)
- John Vesey † (31 agosto 1519 - 23 ottobre 1554 deceduto)[15]
- James Turberville † (21 giugno 1555 - 1º novembre 1559 deceduto)